# 梅若正二
梅若 正二（うめわか しょうじ、1936年8月27日 - ）は、1957年の大映映画「赤胴鈴之助」シリーズ等の主演で知られる映画俳優である。

## 生い立ち
能の梅若流の宗家・梅若猶義 (初世)の長男として生まれる。弟に梅若吉之丞 (5世)、異母弟に梅若猶彦がいる。
1956年、梅若正義の芸名で大映よりデビュー。初主演作は同年の「リンゴ村から」。翌年の1957年、「赤胴鈴之助」に主演することになり芸名を梅若正二とする。人気シリーズとなり第7作まで主演する。これにより人気に火がつき1958年、「白蛇小町」、「消えた小判屋敷」、「月の影法師　消えゆく能面」、「月の影法師 山を飛ぶ狐姫」、「化け猫御用だ」に主演。日蓮と蒙古大襲来、忠臣蔵など多くの映画に出演。
1959年、大映退社。1960年、新東宝「殺されるのは御免だ」に主演。しかし交通事故等で映画界から離れる。2年のブランクを経て1963年、大蔵映画等のホラー映画で主演を務めるも、芸能界引退。その後の消息は不明。
長身で大きな目、キップのいい語り口で、大映時代は人気が高かったが、第一線から姿を消すようになる。引退の原因としては『赤胴鈴之助』のヒットで国民的人気を得るが、そのことで不遜な態度を取るようになりスタッフから嫌われ、芸能界から干されたためであるという。

## 主な出演

### 映画
- 恋と金（1956年、大映）
- 高校卒業前後（1956年、大映）
- 処刑の部屋（1956年、大映）
- 天使もお年ごろ（1956年、大映）
- リンゴ村から（1956年、大映）※初主演
- いとはん物語（1957年、大映）
- 朝の口笛（1957年、大映）

- 赤胴鈴之助シリーズ（1957年 - 1958年、大映）※同作から梅若正二名義
  - 第一話 - 「赤胴鈴之助」（1957年5月21日公開。モノクロ作品。）
  - 第二話 - 「赤胴鈴之助 月夜の怪人」（1957年6月18日公開。モノクロ作品。）
  - 第三話 - 「赤胴鈴之助 鬼面党退治」（1957年8月13日公開。モノクロ作品。）
  - 第四話 - 「赤胴鈴之助 飛鳥流真空斬り」（1957年8月25日公開。モノクロ作品。）
  - 第五話 - 「赤胴鈴之助 新月塔の妖鬼」（1957年9月21日公開。カラー作品。）
  - 第六話 - 「赤胴鈴之助 一本足の魔人」（1957年12月28日公開。カラーワイド作品。）
  - 第七話 - 「赤胴鈴之助 三つ目の鳥人」（1958年3月11日公開。カラースコープ作品。）
- 天馬小太郎シリーズ（大映）
  - 忍術若衆　天馬小太郎（1957年）
  - 空飛ぶ若武者（1957年）
- 遊侠五人男（1958年、大映）
- 忠臣蔵（1958、大映）
- 天竜しぶき笠（1958年、大映）
- 白蛇小町（1958年、大映）
- 人肌孔雀（1958年、大映）
- 消えた小判屋敷（1958年、大映）
- 月の影法師シリーズ（大映）
  - 月の影法師　消えゆく能面（1958年）
  - 月の影法師　山を飛ぶ狐姫（1958年）
- 日蓮と蒙古大襲来（1958年、大映京都）
- 化け猫御用だ（1958年、大映）
- 人肌牡丹（1959年、大映）
- 天竜の鴉（1959年、大映）
- 殺されるのは御免だ（1960年、新東宝）
- 海女の怪真珠（1963年）
- 社長と女秘書 全国民謡歌合戦（1963年）

### テレビドラマ
- 松本清張シリーズ・黒い断層 第10-12回「坂道の家」（1960年、KRT）
- 特命諜報207（1964年、NET）